# Bielawa Dolna

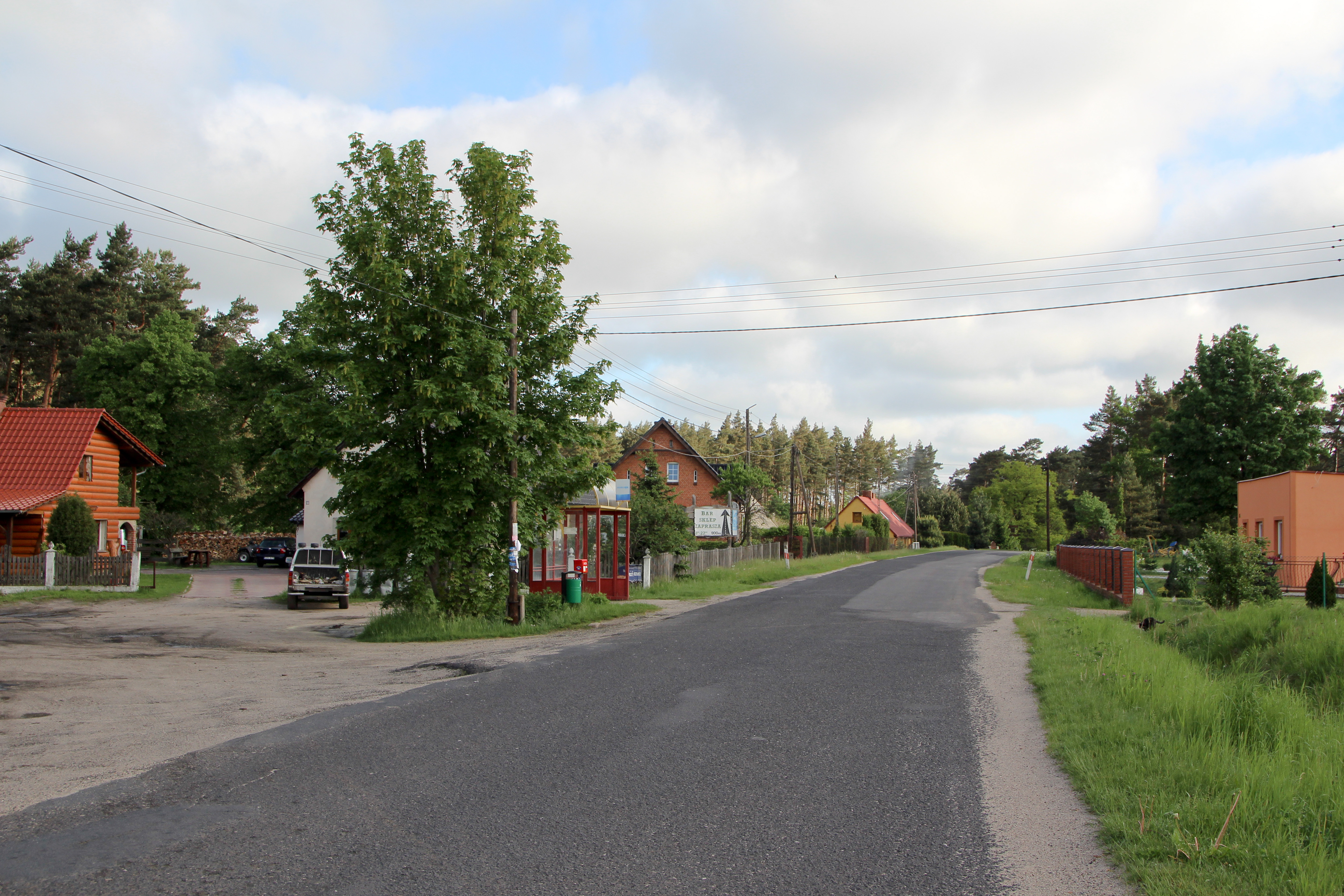
Droga wojewódzka 351 in Kolonia Bielawa Dolna

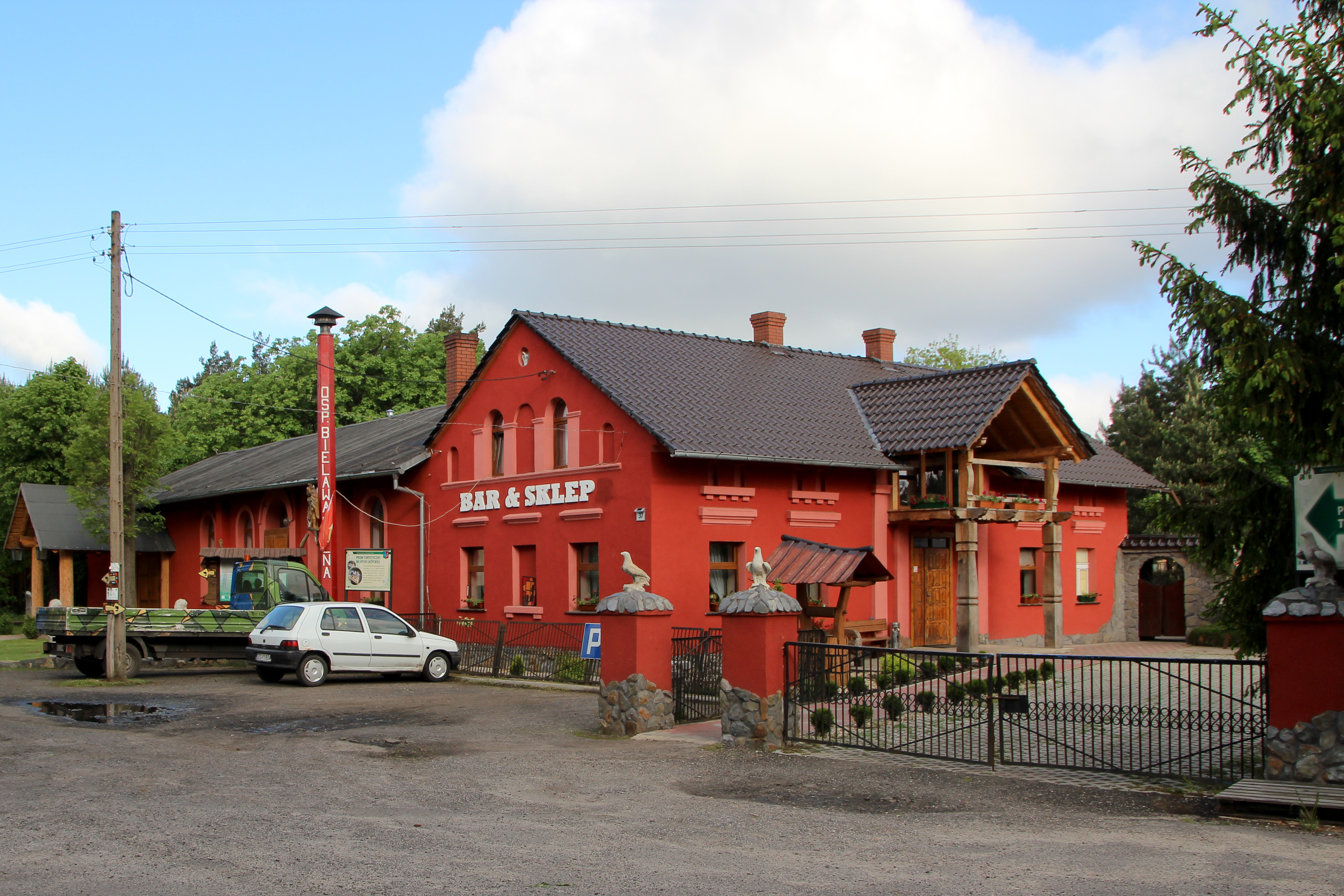
Dorfschänke

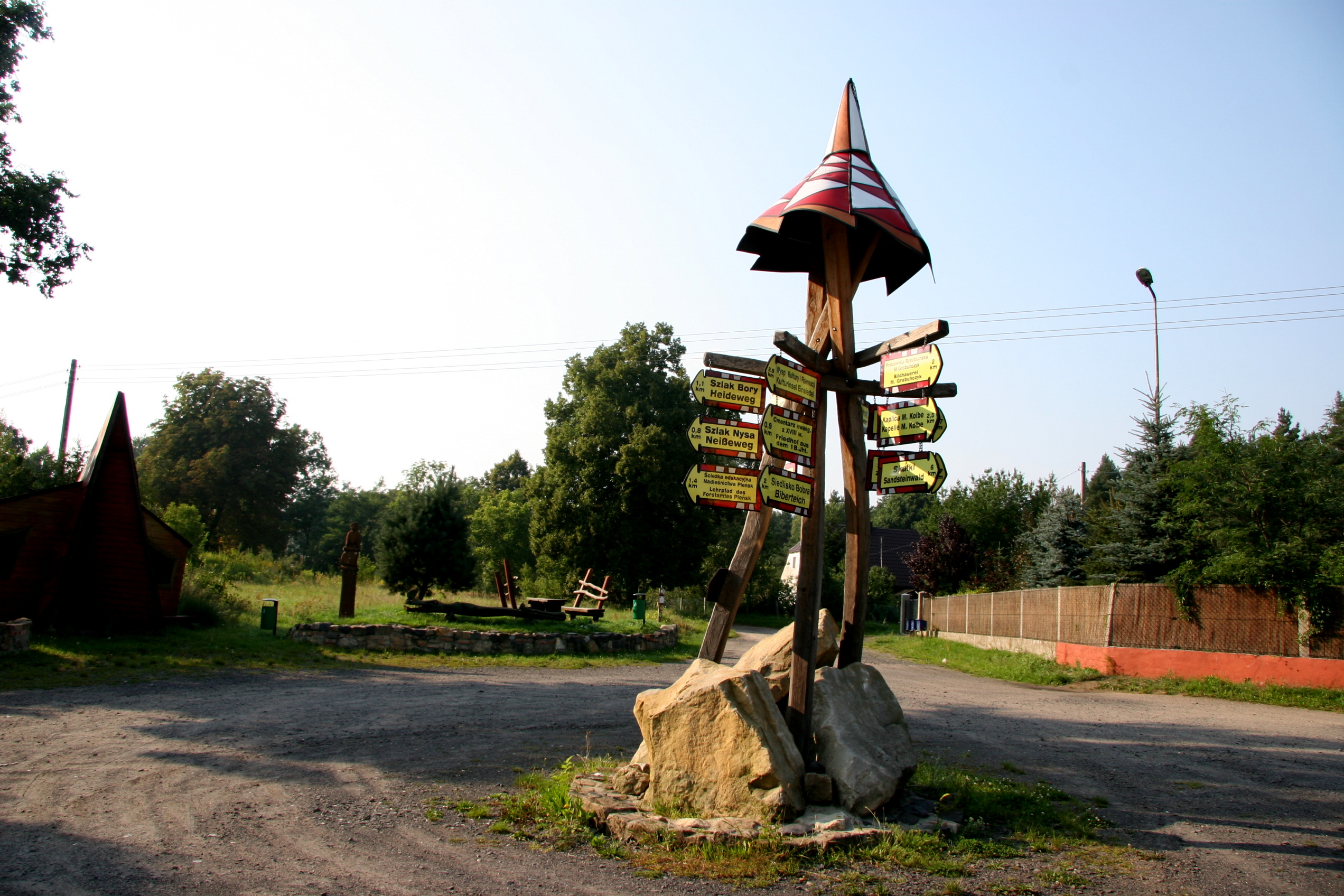
Wegweiser im Ortszentrum

Bielawa Dolna (deutsch Nieder Bielau, obersorbisch Delnja Bĕła) ist ein Ort und ein Schulzenamt (Sołectwo) in der Stadt-und-Land-Gemeinde Pieńsk (Penzig) im Powiat Zgorzelecki (Landkreis Görlitz) in der polnischen Woiwodschaft Niederschlesien.

## Lage
Bielawa Dolna liegt im polnischen Teil der Oberlausitz, unmittelbar an der Grenze zu Deutschland. Die deutsche Stadt Niesky liegt vierzehn Kilometer Luftlinie westlich, die Stadt Görlitz/Zgorzelec sechzehn Kilometer südlich von Bielawa Dolna. Umliegende Dörfer sind Jagodzin im Nordosten, Stary Węgliniec im Osten, Stojanów im Südosten, Pieńsk im Süden und die bereits in Deutschland liegenden Dörfer Zentendorf im Südwesten, Kahlemeile im Westen und Nieder-Neundorf im Nordwesten. Etwas nordwestlich von Bielawa Dolna liegt die Wüstung Tormersdorf.
Der Ort liegt an der Lausitzer Neiße, die zum Ort gehörende Ausbausiedlung Kolonia Bielawa Dolna liegt an der Droga wojewódzka 351. Südlich von Bielawa Dolna liegt die ebenfalls zum Schulzenamt gehörende Siedlung Szklenice an der Bahnstrecke Węgliniec–Roßlau.

## Geschichte
Das Dorf Nieder Bielau gehörte im 15. Jahrhundert dem Stadtrat von Görlitz. 1635 kam das Dorf zum Kurfürstentum Sachsen, das später zum Königreich erhoben wurde. Seit der auf dem Wiener Kongress beschlossenen Teilung des Königreiches Sachsen im Jahr 1815 lag Nieder Bielau in der Provinz Schlesien im Königreich Preußen und gehörte dort verwaltungstechnisch zum Landkreis Görlitz. Um 1865 hatte die Landgemeinde Nieder Bielau 261 Einwohner. Mit der Gründung der Amtsbezirke schloss sich Nieder Bielau 1874 dem Amtsbezirk Penzig II an. Nach dem Ende des Zweiten Weltkrieges kam das Dorf durch die Festlegung der Oder-Neiße-Grenze zu Polen und erhielt den polnischen Namen Bielawa Dolna.
Seit 1946 gehört Bielawa Dolna verwaltungstechnisch zu Pieńsk, zunächst zur bis 1954 bestehenden Landgemeinde, danach bis 1973 zur Gromada und seitdem zur Stadt- und Landgemeinde Pieńsk. Von 1946 bis 1975 gehörte Bielawa Dolna zur Woiwodschaft Breslau und danach zur Woiwodschaft Jelenia Góra. Seit 1998 ist Bielawa Dolna Teil der Woiwodschaft Niederschlesien.

## Sonstiges
Am gegenüber von Bielawa Dolna liegenden Ufer der Lausitzer Neiße liegt der Abenteuerfreizeitpark „Die geheime Welt von Turisede“. Seit dessen Erweiterung im Jahr 2014 befinden sich einige Attraktionen dieses Parks auf polnischer Seite in Bielawa Dolna, des Weiteren befindet sich in der Ortslage ein zum Freizeitpark gehörender Zeltplatz.

## Persönlichkeiten
- Christoph Nathe (1753–1806), deutscher Miniaturmaler
- Minna Reichert (1869–1946), deutsche Frauenrechtlerin und Politikerin
- Eberhard Königsmann (1930–1980), deutscher Entomologe und Kurator